# Musikjahr 1887
Liste der Musikjahre

◄◄ | ◄ | 1883 | 1884 | 1885 | 1886 | Musikjahr 1887 | 1888 | 1889 | 1890 | 1891 | ► | ►►

Weitere Ereignisse
Dieser Artikel behandelt das Musikjahr 1887.

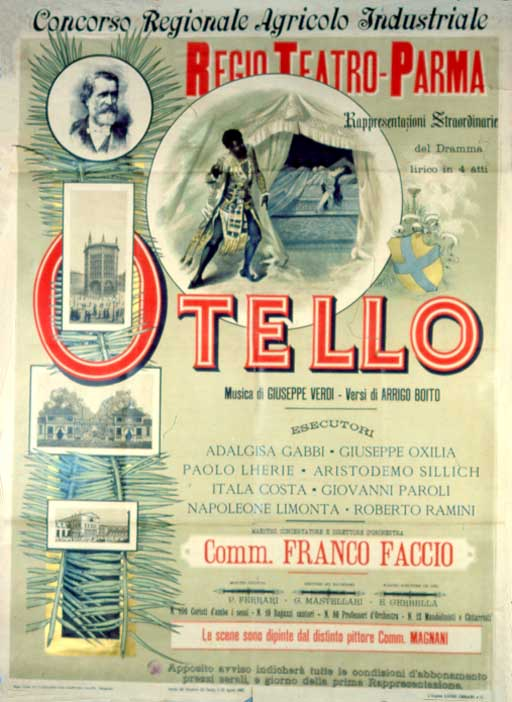
Giuseppe Verdi – Otello – Poster einer frühen Aufführung in Parma

Eadweard Muybridge – Animal Locomotion. Mit seinen Tanz- und Bewegungsstudien – hier: Woman in dress dancing – beeinflusst Muybridge bildende Künstler wie Marcel Duchamp oder Francis Bacon.

## Ereignisse
- 16. Mai: Der deutsche Erfinder und Industrielle Emil Berliner stellt in Washington, D.C. das von ihm erfundene Grammophon und die damit abzuspielende Schallplatte vor.
- 08. November: Emil Berliner erhält das Reichspatent auf sein Tonwiedergabegerät mit drehbarer Schallplatte. Das Grammophon ersetzt nach der Jahrhundertwende mehr und mehr den Walzenphonographen von Thomas Alva Edison.
- 03. Dezember: In Amsterdam wird das Theater Carré eröffnet, das seit seiner Gründung 1887 als festes Zirkusgebäude oder große Music Hall genutzt wird.
- 05. Dezember: Die Berner Übereinkunft zum Schutz von Werken der Literatur und Kunst tritt im Deutschen Reich in Kraft.

### Instrumental- und Vokalmusik (Auswahl)
- Johannes Brahms: Klaviertrio Nr. 3 c-Moll op. 101; Doppelkonzert op. 102 Uraufführung 18. Oktober im Gürzenich in Köln
- Anton Bruckner:  8. Sinfonie erste Fassung
- Alfredo Catalani: Serenata andalusa für Violoncello und Klavier; Un organetto suona per la via (Klaviermusik); Sotto le tue finestre (Klaviermusik)
- César Cui: A Argenteau, 9 Charakterstücke op. 40 (Klaviermusik)
- Claude Debussy: Printemps (Orchesterwerk); Ariettes oubliées L. 60 (Vokalwerk)
- Frederick Delius: Florida-Suite
- Antonín Dvořák:  2. Klavierquintett; Zwei kleine Perlen (Klaviermusik);  Messe D-Dur op. 86; Der 149. Psalm für gem. Chor und Orchester; Zwei kleine Perlen B. 156
- Karl Komzák junior: Erzherzog-Albrecht-Marsch op. 136
- Nikolai Andrejewitsch Rimski-Korsakow: Capriccio espagnol op. 34; Fantasie über zwei russische Themen für Violine und Orchester op. 33
- Ethel Smyth: Sonate a-Moll op. 7 für Violine und Klavier; Fünf Choralpräludien für Orgel
- Richard Strauss: Aus Italien op. 16, Uraufführung am 12. März in München
- Pjotr Iljitsch Tschaikowski: Pezzo capriccioso h-Moll für Violoncello und Orchester op. 62; Sechs Romanzen op. 63
- Charles-Marie Widor: Suite op. 58
- Carl Michael Ziehrer: Österreich in Tönen, Walzer op. 373; Loslassen! Polka schnell, op. 386

### Musiktheater (Auswahl)
- 05. Februar: Die Oper Otello von Giuseppe Verdi nach dem gleichnamigen Theaterstück von William Shakespeare mit dem Libretto von Arrigo Boito wird am Teatro alla Scala in Mailand mit triumphalem Erfolg uraufgeführt. Nur Verdi selbst ist mit der Aufführung nicht zufrieden. Francesco Tamagno singt die Titelpartie des Otello, Romilda Pantaleoni die Desdemona und Victor Maurel den Jago.
- 26. Februar: Uraufführung der Operette Bellmann von Franz von Suppè im Theater an der Wien in Wien.
- 16. März: Uraufführung der Oper Proserpine von Camille Saint-Saëns an der Grand Opéra Paris
- 18. Juni: Uraufführung der komischen Oper Die Musikanten von Friedrich von Flotow in Mannheim
- 20. Oktober Uraufführung der Oper Die Zauberin von Pjotr Iljitsch Tschaikowski in St. Petersburg.
- 29. Oktober: Uraufführung der Operette Die sieben Schwaben von Karl Millöcker am Theater an der Wien in Wien
- 17. Dezember: Uraufführung der Operette Simplicius von Johann Strauss (Sohn) im Theater an der Wien in Wien.

Weitere Uraufführungen
- Arthur Sullivan: Ruddigore (Komische Oper)
- Richard Genée: Die Dreizehn (Operette)
- Adolf Müller junior: Die Wiener Stadt in Wort und Bild (musikalische Posse)

## Gründungen
- Otto Forberg – Musikverlag in Leipzig von 1887 bis 1940

## Geboren

### Januar bis Juni
- 19. Januar: Francesc de Paula Baldelló i Benosa, katalanischer Priester, Organist und Musikwissenschaftler († 1977)

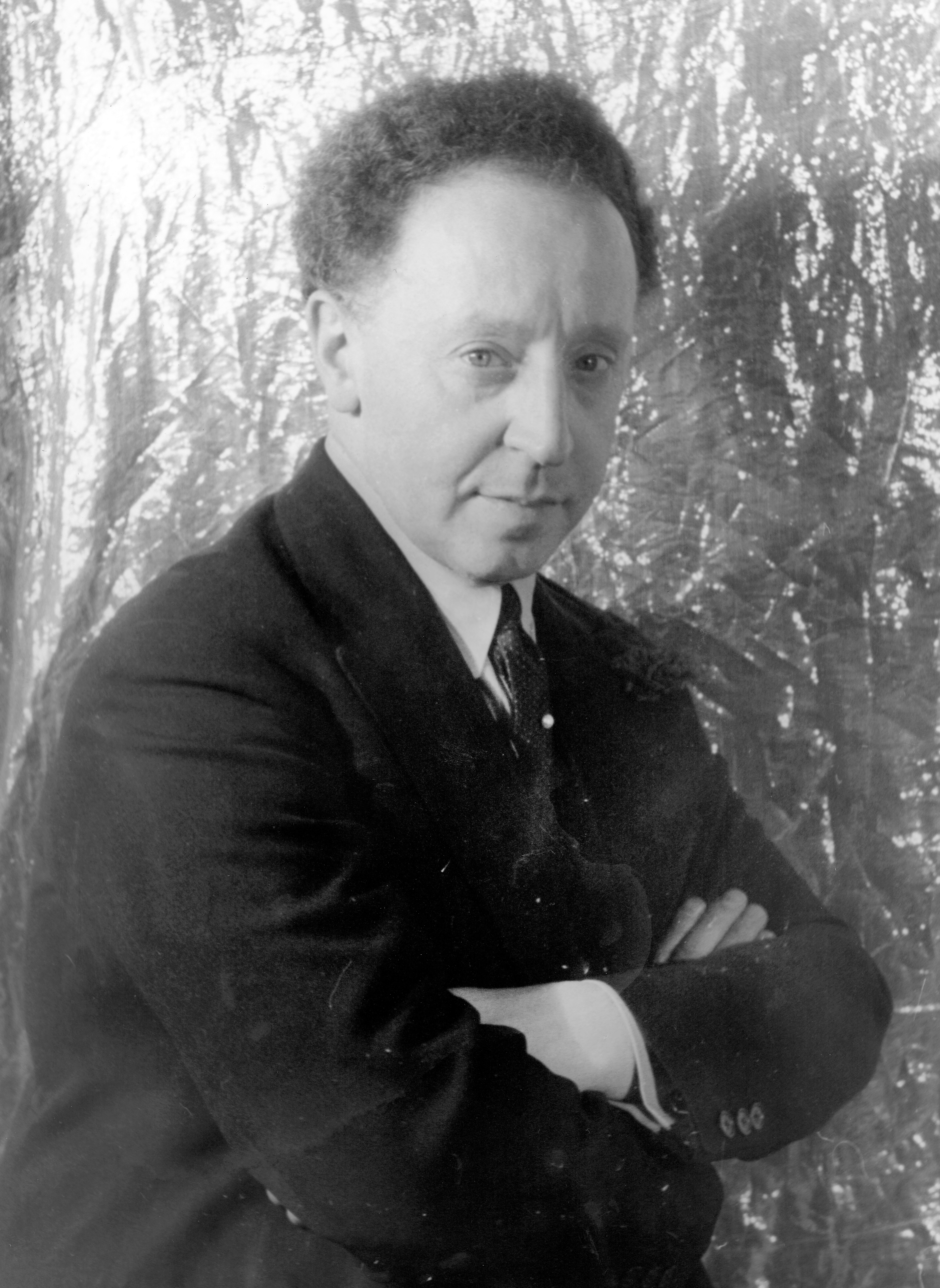
Arthur Rubinstein; * 28. Januar

- 28. Januar: Arthur Rubinstein, polnisch-US-amerikanischer Pianist († 1982)
- 04. Februar: Stasys Šimkus, litauischer Komponist († 1943)
- 05. Februar: Richard Gölz, deutscher Kirchenmusiker und Theologe († 1975)
- 05. Februar: Alfred Pellegrini, deutscher Violinist und Komponist († 1962)
- 14. Februar: Olga Bauer-Pilecka, österreichische Oratorien- und Konzertsängerin († 1941)
- 16. Februar: Maximilian Albrecht, deutscher Dirigent, Komponist und Musikpädagoge († 1974)
- 17. Februar: Willy Bardas, österreichischer Pianist und Musikpädagoge († 1924)
- 17. Februar: Leevi Madetoja, finnischer Komponist († 1947)
- 23. Februar: Oskar Lindberg, schwedischer Komponist († 1955)
- 25. Februar: José Razzano, argentinischer Tangosänger und -komponist († 1960)
- 05. März: Ernest Thomas Ferand, Musikwissenschaftler, Musikpädagoge und Autor († 1972)

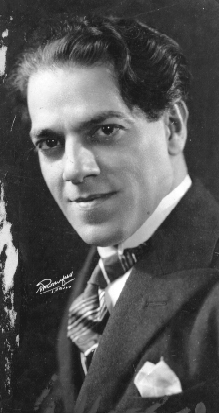
Heitor Villa-Lobos; * 5. März

- 05. März: Heitor Villa-Lobos, brasilianischer Komponist und Dirigent († 1959)
- 06. März: Henri Gagnon, kanadischer Organist, Komponist und Musikpädagoge († 1961)
- 08. März: Anuschawan Ter-Gewondjan, armenischer Komponist († 1961)
- 13. März: Carlos Isamitt, chilenischer Komponist und Maler († 1974)
- 22. März: Giacomo Rimini, US-amerikanischer Opernsänger und Musikpädagoge italienischer Herkunft († 1952)
- 22. März: Nakayama Shimpei, japanischer Liederkomponist († 1952)
- 23. März: Anthony van Hoboken, niederländischer Musikwissenschaftler und Musiksammler († 1983)
- 06. April: Alois Reiser, tschechisch-amerikanischer Komponist, Cellist und Dirigent († 1977)
- 07. April: Hans Wiltberger, deutscher Komponist und Musiklehrer († 1970)
- 09. April: Florence Price, US-amerikanische Komponistin († 1953)
- 10. April: Heinz Tiessen, deutscher Komponist († 1971)
- 13. April: Alessandro Riboli, italienischer Organist und Komponist († 1949)
- 16. April: Alice Ehlers, US-amerikanische Cembalistin und Musikpädagogin österreichisch-jüdischer Herkunft († 1981)
- 20. April: Virgilio Lazzari, italienischer Opernsänger († 1953)
- 24. April: Solomon Braslavsky, ukrainisch-US-amerikanischer Komponist († 1975)
- 03. Mai: Guillaume Dupuis, kanadischer Chorleiter und Musikpädagoge († 1954)
- 09. Mai: Francisco Alonso, spanischer Komponist († 1948)
- 10. Mai: August Pepöck, österreichischer Komponist und Kapellmeister († 1967)
- 10. Mai: Jani Szántó, ungarischer Geiger und Musikpädagoge († 1977)

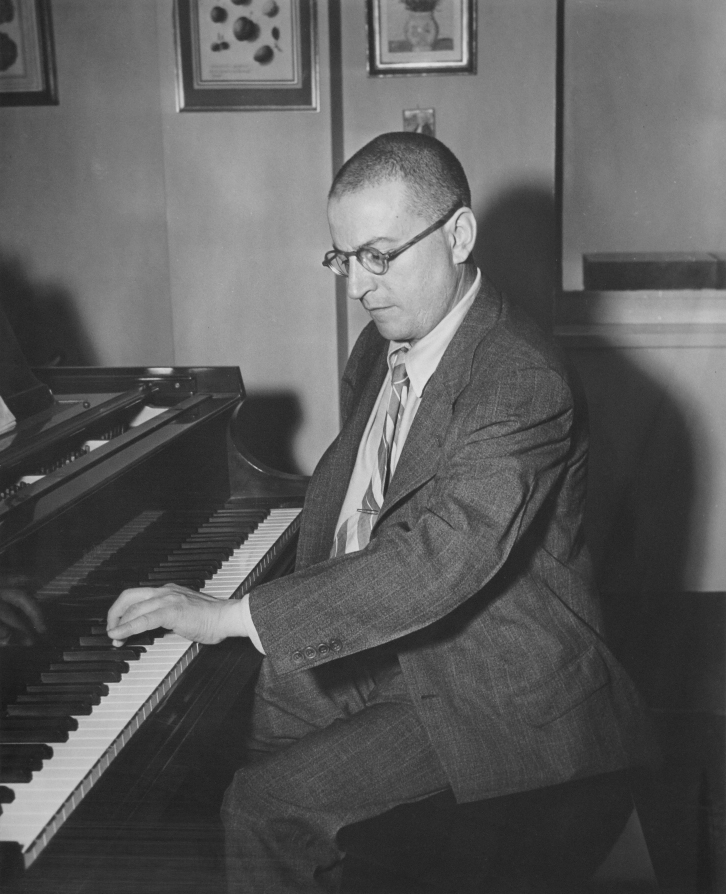
Paul Wittgenstein; * 11. Mai

- 11. Mai: Paul Wittgenstein, österreichischer Pianist († 1961)
- 12. Mai: Johan Wichers, deutscher Komponist († 1956)
- 17. Mai: Octávio Bevilacqua, brasilianischer Musikwissenschaftler und -pädagoge († 1953)
- 20. Mai: Léontine Pauline Aubart, französische Sängerin († 1964)
- 02. Juni: Howard Johnson, US-amerikanischer Songwriter († 1941)
- 03. Juni: Emil Axman, tschechischer Musikwissenschaftler und Komponist († 1949)
- 03. Juni: Roland Hayes, US-amerikanischer Sänger († 1977)
- 17. Juni: Fraser Gange, US-amerikanischer Sänger und Musikpädagoge († 1962)
- 21. Juni: Otto Heinermann, deutscher Kirchenmusiker, Organist, Chorleiter und Komponist († 1977)
- 21. Juni: Josef Jonsson, schwedischer Komponist († 1969)
- 25. Juni: Arnold Trowell, neuseeländischer Cellist, Komponist und Musikpädagoge († 1966)
- 28. Juni: Boleslav Vomáčka, tschechischer Komponist, Musikkritiker und Jurist († 1965)

### Juli bis Dezember

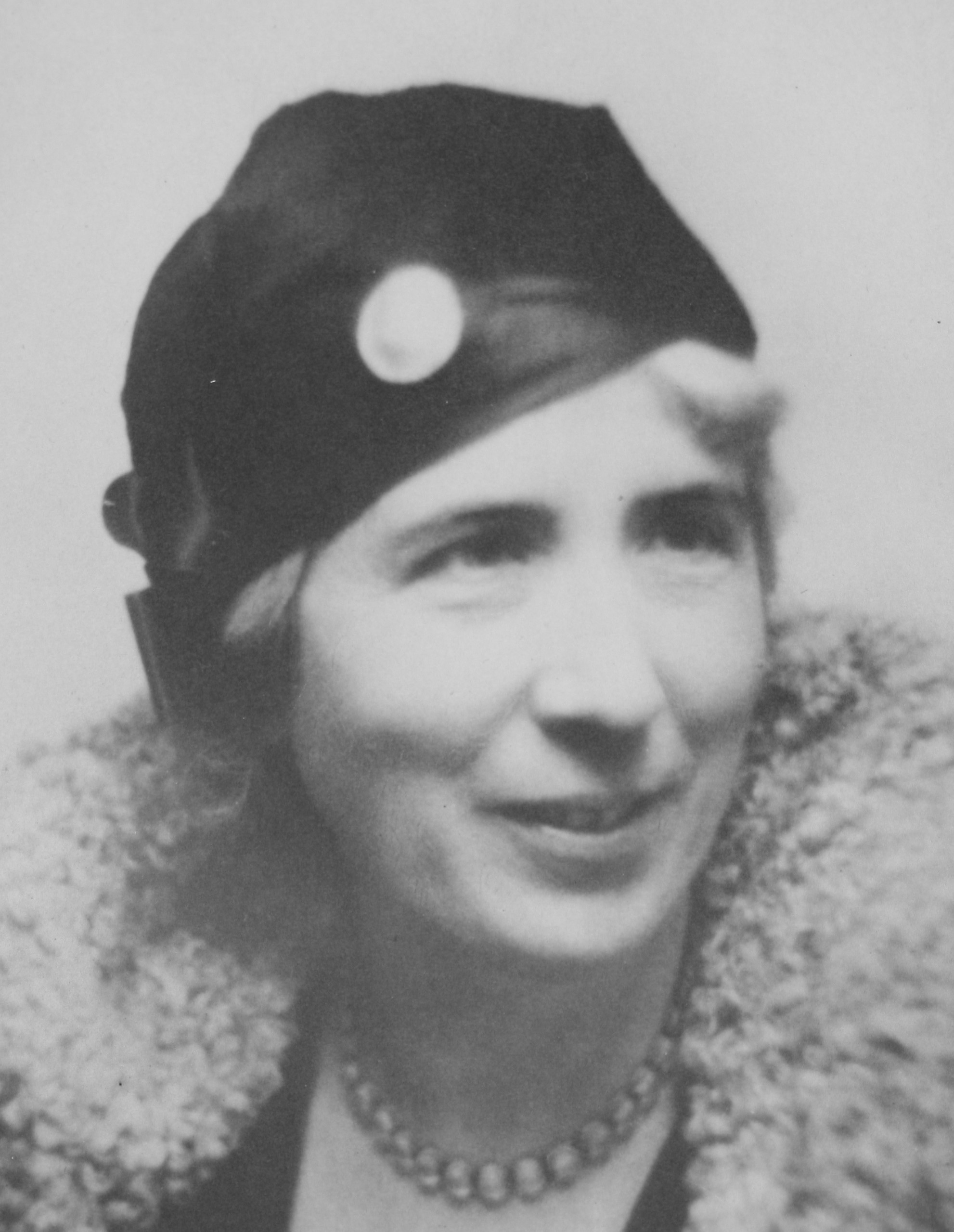
Charlotte Sohy; * 7. Juli

- 07. Juli: Charlotte Sohy, französische Komponistin († 1955)
- 10. Juli: Mizzi Parla, österreichische Operettensängerin und Schauspielerin († 1957)
- 10. Juli: Alfred Whitehead, kanadischer Komponist, Organist und Chorleiter († 1974)
- 26. Juli: Leif Halvorsen, norwegischer Komponist, Geiger und Dirigent († 1959)
- 29. Juli: Rudi Stephan, deutscher Komponist († 1915)
- 29. Juli: Sigmund Romberg, ungarischer Komponist von Operetten († 1951)
- 02. August: Fritz Jöde, deutscher Musikpädagoge († 1970)
- 06. August: Oliver Wallace, britisch-US-amerikanischer Komponist und Dirigent († 1963)
- 07. August: Hermann Rauschning, deutscher Musikwissenschaftler und Politiker († 1982)
- 17. August: Egon Lustgarten, österreichischer Dirigent und Komponist († 1961)
- 18. August: Hermann Finsterlin, deutscher Architekt, Maler, Dichter und Komponist († 1973)
- 18. August: Hanna Kruschelnyzka, ukrainische Konzert- und Opernsängerin († 1965)
- 25. August: Fartein Valen, norwegischer Komponist († 1952)
- 28. August: Daniel Zamudio, kolumbianischer Komponist und Musikwissenschaftler († 1952)
- 29. August: Luis Abraham Delgadillo, nicaraguanischer Komponist († 1961)
- 01. September: Charlotte Croner, deutsche jüdische Musikerin († wahrscheinlich 1944)
- 04. September: Placide Morency, kanadischer Sänger († 1980)
- 08. September: Walther Hensel, deutscher Volksliedforscher und Volksliedsammler († 1956)
- 13. September: Hipólito Lázaro, spanischer Opernsänger (Tenor) († 1974)
- 16. September: Nadia Boulanger, französische Musikpädagogin, Komponistin und Dirigentin († 1979)
- 19. September: Lovie Austin; US-amerikanische Blues und Jazz-Pianistin, Arrangeurin und Komponistin († 1972)
- 19. September. Mychajlo Skorulskyj, ukrainischer Komponist, Pianist, Dirigent und Hochschullehrer († 1950)
- 04. Oktober: Ernst Reitter, österreichischer Sänger und Filmschauspieler († 1957)

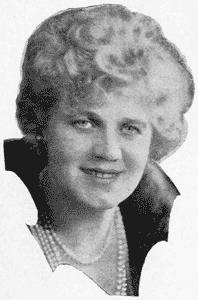
Maria Jeritza; * 6. Oktober

- 06. Oktober: Maria Jeritza, österreichische Kammersängerin (Sopran) († 1982)
- 17. Oktober: Gotthelf Heinrich Pistor, deutscher Schauspieler und Opernsänger (Tenor) († 1947)
- 25. Oktober: Willem Andriessen, niederländischer Komponist und Professor († 1964)
- 30. Oktober: Aadriaan Cornelis van Leeuwen, niederländischer Komponist und Dirigent († 1991)
- 31. Oktober: Hector Pellerin, kanadischer Sänger, Schauspieler und Entertainer († 1953)
- 01. November: Max Trapp, deutscher Komponist († 1971)
- 02. November: Karlo Adamič, slowenischer Organist, Chorleiter, Musikpädagoge und Komponist († 1945)

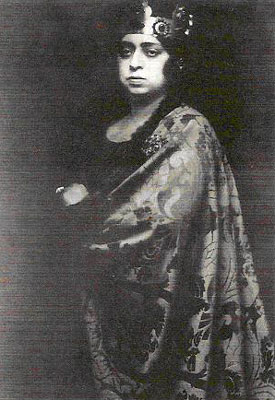
Magda Spiegel; * 3. November

- 03. November: Magda Spiegel, deutsche Opernsängerin († 1944)
- 05. November: Paul Hungar, deutscher Komponist und Violinist († 1945)
- 08. November: Juri Alexandrowitsch Schaporin, russischer Komponist († 1966)

- 12. November: Fritz Schori, Schweizer Komponist und Dirigent († 1971)
- 14. November: Bernhard Paumgartner, österreichischer Musiker († 1971)
- 20. November: Eck Robertson, US-amerikanischer Country-Musiker († 1975)
- 25. November: George Clifford Adams, US-amerikanischer Pianist und Songwriter († 1961)
- 26. November: Paul Carrière, deutscher Musikpädagoge und Komponist († 1929)
- 28. November: Arthur Ney, Schweizer Komponist und Dirigent († 1963)
- 07. Dezember: Ernst Toch, deutsch-österreichischer Komponist († 1964)
- 08. Dezember: Vicente Emilio Sojo, venezolanischer Komponist († 1974)
- 09. Dezember: Andor Arató, rumäniendeutscher Kirchenmusiker und Komponist († 1964)
- 12. Dezember: Kurt Atterberg, schwedischer Komponist, Dirigent und Musikkritiker († 1974)
- 12. Dezember: Aage Fønss, dänischer Schauspieler und Sänger († 1976)
- 12. Dezember: Henri Stierlin-Vallon, Schweizer Pianist und Komponist († 1952)
- 13. Dezember: Josef Gerschon, sudetendeutscher Komponist († 1887)
- 15. Dezember: Cella Delavrancea, rumänische Pianistin und Musikpädagogin († 1991)

### Genaues Geburtsdatum unbekannt
- Marion Blackwell, US-amerikanische Dominikanerschwester, Komponistin und Musikpädagogin († 1987)
- Ralph Chaplin, US-amerikanischer Schriftsteller, Künstler, Musiker und Arbeitsaktivist († 1961)
- Eduardo Fornarini, italienischer Musikpädagoge und Komponist († 1967)
- Pieter Herfst, niederländischer Pianist und Dirigent († 1960)
- Red Newman, kanadischer Komiker und Sänger († 1952)
- Ali-Naghi Vaziri, iranischer Musiker und Komponist († 1979)

## Gestorben

### Todesdatum gesichert
- 04. Januar: Anton Curti, deutscher Opernsänger (* 1820)
- 09. Januar: Josephine Weinlich, österreichische Pianistin, Violinistin, Komponistin und Dirigentin (* um 1840)
- 14. Januar: Karl Götze, deutscher Komponist und Theaterkapellmeister (* 1836)
- 24. Januar: Moritz Brosig, deutscher Komponist und Organist (* 1815)
- 28. Januar: Karl Wilhelm Julius Werkenthin, deutscher Schauspieler, Sänger und Regisseur (* 1826)
- 16. Februar: Carl Göller, deutscher Orgelbauer (* 1801)

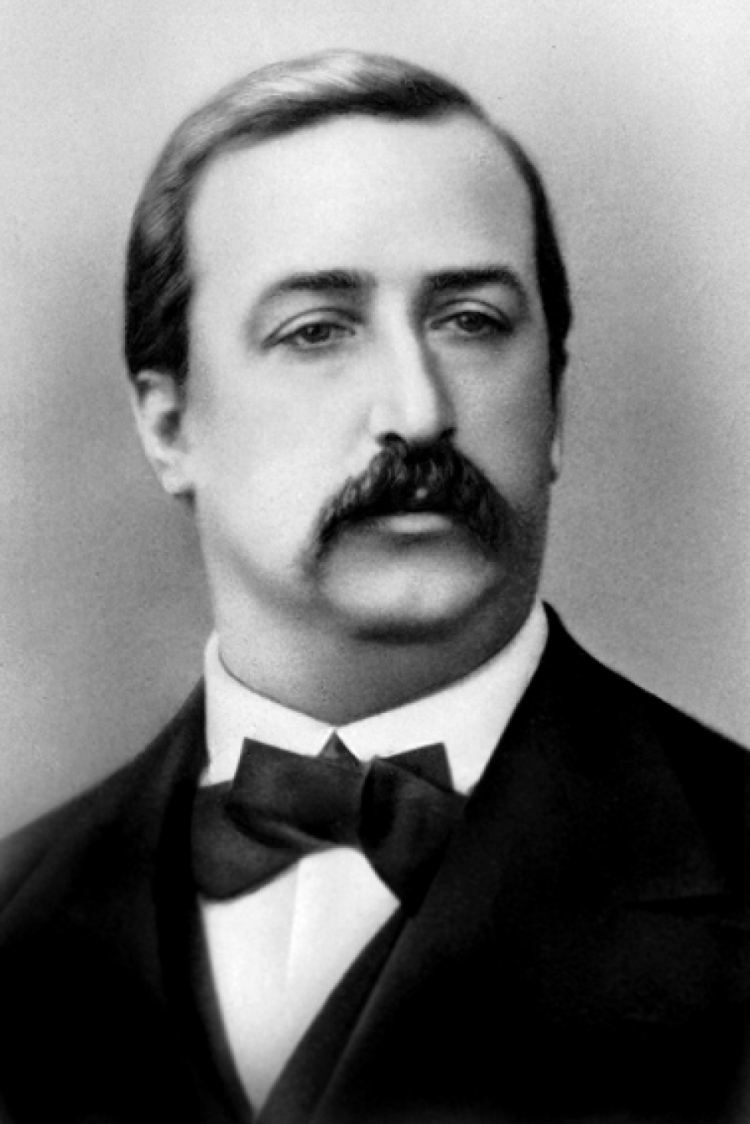
Alexander Borodin; † 27. Februar

- 27. Februar: Alexander Porfirjewitsch Borodin, russischer Komponist, Chemiker und Mediziner (* 1833)
- 04. März: Mrs. W. H. Foley, englischgebürtige neuseeländische Schauspielerin, Sängerin und Unterhaltungskünstlerin (* 1821)
- 24. März: Justin Holland, US-amerikanischer Gitarrist, Komponist und Musikpädagoge (* 1819)
- 25. März: Jean Désiré Montagney Artôt, belgischer Hornist (* 1803)
- 31. März: Gottfried Pfitzner, deutscher Musiker (* 1795)
- 13. April: Edouard Millault, französischer Komponist, Violinist und Musikpädagoge (* 1808)
- 29. April: Friedrich Werner, deutsch-österreichischer Orgelbauer (* 1818)
- 23. Mai: Ludvig Mathias Lindeman, norwegischer Komponist (* 1812)
- 31. Mai: Christian Friedrich Ehrlich, deutscher Komponist, Pianist und Musikpädagoge (* 1808)
- 12. Juni: Gustav Weber, Schweizer Komponist (* 1845)
- 04. Juli: Félix Le Couppey, französischer Musikpädagoge, Pianist und Komponist (* 1811)
- 06. Juli: Friedrich Koenen, deutscher Domkapellmeister und Komponist (* 1829)
- 26. Juli: Louise Aglaé Massart, französische Pianistin, Musikpädagogin und Komponistin (* 1827)
- 13. August: Jules Pasdeloup, französischer Dirigent (* 1819)

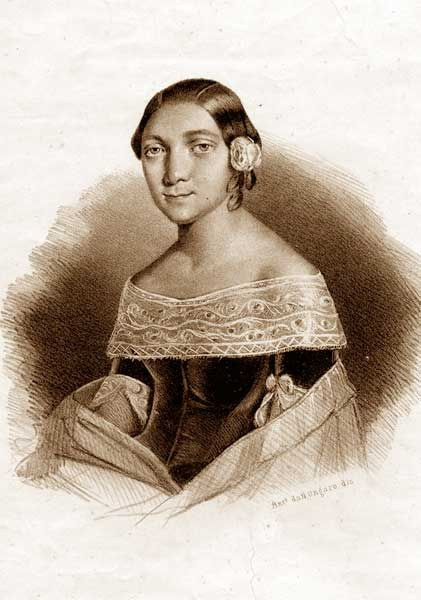
Marianna Barbieri-Nini; † 28. November

- 27. August: Wilhelm Valentin Volckmar, deutscher Komponist und Organist (* 1812)
- 30. September: Josef Matras, österreichischer Schauspieler und Sänger (* 1832)
- 07. Oktober: George J. Webb, US-amerikanischer Organist und Komponist (* 1803)
- 09. Oktober: Maurice Strakosch, US-amerikanischer Konzertunternehmer und Komponist (* 1825)
- 26. Oktober: Victor Delannoy, französischer Komponist und Musikpädagoge (* 1825)
- 02. November: Jenny Lind, schwedische Sängerin (* 1820)
- 17. November: Carl Greith, schweizerischer Komponist (* 1828)
- 28. November: Marianna Barbieri-Nini, italienische Opernsängerin (* 1818)
- 20. Dezember: František Hegenbarth, tschechischer Cellist und Musikpädagoge (* 1818)

### Genaues Todesdatum unbekannt
- Francesco Malipiero, italienischer Komponist (* 1824)
- Delphine von Schauroth, deutsche Pianistin und Komponistin (* 1813)